# Parafia bł. Michała Kozala BM w Janikowie
Parafia pw. bł. Michała Kozala BM w Janikowie – rzymskokatolicka parafia w Janikowie należąca do dekanatu barcińskiego w archidiecezji gnieźnieńskiej.

## Rys historyczny
Rozwój demograficzny Janikowa w PRL-u wymuszał budowę trzeciego kościoła w mieście, gdyż dwie pozostałe parafie (pw. NSPJ i pw. św. Jana Chrzciciela) okazały się niewystarczające. Po wieloletnich negocjacjach z władzami komunistycznym Prymas Polski kard. Józef Glemp erygował parafię 1 października 1987 roku. W początkowym okresie kult był sprawowany w tymczasowym baraku, który rozebrano po wybudowaniu domu parafialnego i kaplicy. Później rozpoczęła się budowa właściwego kościoła, w którym msze św. są sprawowane od 2007 roku. Nowa świątynia została konsekrowana przez Prymasa Polski abpa Józefa Kowalczyka 5 maja 2013 roku, natomiast ukończona wieża kościoła została poświęcona wraz z chrzcielnicą przez Prymasa Polski abpa Wojciecha Polaka w 2018 roku.

## Dokumenty
Księgi metrykalne:
- ochrzczonych od 1987 roku – ok. 10000
- małżeństw od 1987 roku – ok. 6000
- pogrzebów od 1987 roku – ok. 8000

## Zasięg parafii
Ulice Janikowa na obszarze parafii: Dworcowa, Główna, bpa Michała Kozala, Klonowa, Kwiatowa, Miła, Młodzieżowa, Ogrodowa, Północna, Przemysłowa, Przybyszewskiego, Słoneczna, Spacerowa, Sportowa, Wewnętrzna, Wilkońskiego, Wiśniowa, Zachodnia, Zacisze.

## Proboszczowie
- ks. kan. Ireneusz Doroszewski (1987–2022)
- ks. Bogumił Czuliński (2022-2023)[2]
- ks. Piotr Waszak (od 2023)[3]